# Loqui ignorabit qui tacere nesciet
 Loqui ignorabit qui tacere nesciet лат. (изговор: локви игнорабит кви тацере несцијет). Ко не умје да ћути, неће умјети ни да говори.(Аузоније)

## Поријекло изреке
Ову мисао је ирекао Децимус Магнус Аузоније (лат. Decimus Magnus Ausonius), римски пјесник и професор реторике. (4 в. нове ере)

## Значење
Изрека говори о памети. Ко не зна да ћути, није паметан. А онај ко није паметан, тај не зна ни да говори. Зато онај који не умје да ћути, неће умјети ни да говори.